# Шуубия
Шуубия (араб. الشعوبية‎, от араб. шу’уб — «народы») — политическое движение в Арабском халифате, отрицавшее исключительные права арабов на господство в государстве и привилегированное положение в умме. Зародилось в VIII веке, в период правления Омейядов. Наибольшего распространения достигло в Иране. Шуубийя нередко выражало интересы региональных элит и проявлялось в сохранении и возрождении местного языка, а также в росте «сектантских» настроений (ши’изм).
Использование термина в значении движения существовало до IX века. Хариджиты, отколовшиеся от основной части мусульман, использовали его, чтобы обозначить расширение равноправия между «шууб» и «кабаил», целью которого являлось обеспечение равенства среди всех последователей ислама. Это был прямой ответ на претензии со стороны курайшитов, возглавлявших умму, или общину верующих.
Как культурное явление этот термин обычно относят к ответу персидских мусульман на растущую арабизацию Ирана в IX и X веках. Это в первую очередь выразилось в сохранении персидской культуры и защите персидской идентичности. Наиболее заметными последствиями этого движения стало сохранение персидского языка. Движение не выражалось в открытом мятеже против властей халифата, хотя и имело в своей основе исламскую мысль о равенстве рас и наций.
В конце VIII — начале IX веков началось возрождение персидской национальной идентичности. Это произошло после долгих лет угнетения со стороны халифата Омейядов. Движение оставило заметный след в истории развития персидской литературы, породив огромное количество произведений, а также новые формы поэзии. Большинство деятелей этой идеологии являются персами, но также среди сторонников подобных идей были египтяне, берберы и арамеи.
В современной прессе существует понятие «новая шуубийя», под которой обычно понимается широкий диапазон явлений от национального возрождения до центробежных явлений регионализма